# Stazione di Castiglione Olona
La stazione di Castiglione Olona era posta lungo la ferrovia Castellanza-Mendrisio, dismessa nel 1977, e serviva il comune di Castiglione Olona.

## Storia
L'impianto venne attivato il 31 dicembre 1915 contestualmente all'inaugurazione della tratta da Cairate-Lonate a Valmorea, avvenuta a cura della Società Anonima per la Ferrovia Novara-Seregno (FNS).
L'11 dicembre 1938 il capolinea della ferrovia fu arretrato a Malnate in conseguenza degli eventi correlati con la seconda guerra mondiale; l'anno successivo la ferrovia venne attestata a Castiglione Olona e l'impianto assunse conseguentemente la funzione di stazione di testa. In conseguenza di ciò il traffico passeggeri diminuì, per essere definitivamente soppresso nel 1952, lasciando alla stazione la sola funzione di scalo per le merci.
Il 16 luglio 1977 la linea, e con essa la stazione di Castiglione Olona, venne definitivamente soppressa.

## Strutture e impianti
La stazione disponeva di un binario di raddoppio lungo 336 metri posato in prossimità del fabbricato viaggiatori; quest'ultimo ha subito un restauro nel 2015 a servizio del tratto di sede trasformato in pista ciclabile.